# Acanthoscyphus
Acanthoscyphus, monotipski biljni rod s vrstom Acanthoscyphus parishii, koja raste kao kalifornijski endem na suhim i stjenovitim planinskim tlima na gorju Transverse i obližnjeim padinama kalifornijskog primorskog gorja. 
Pripada porodici dvornikovki, jednogodišnja je biljka koja naraste maksimalno 60 cm. Postoje 3 ili 4 podvrste
1. Acanthoscyphus parishii var. abramsii (E. A. McGregor) Reveal
2. Acanthoscyphus parishii var. cienegensis (Ertter) Reveal
3. Acanthoscyphus parishii var. goodmaniana (Ertter) Reveal
4. Acanthoscyphus parishii var. parishii

## Sinonimi
- Eriogonum abramsii subsp. acanthoscyphus S.Stokes
- Oxytheca parishii Parry